# Šemnická skála

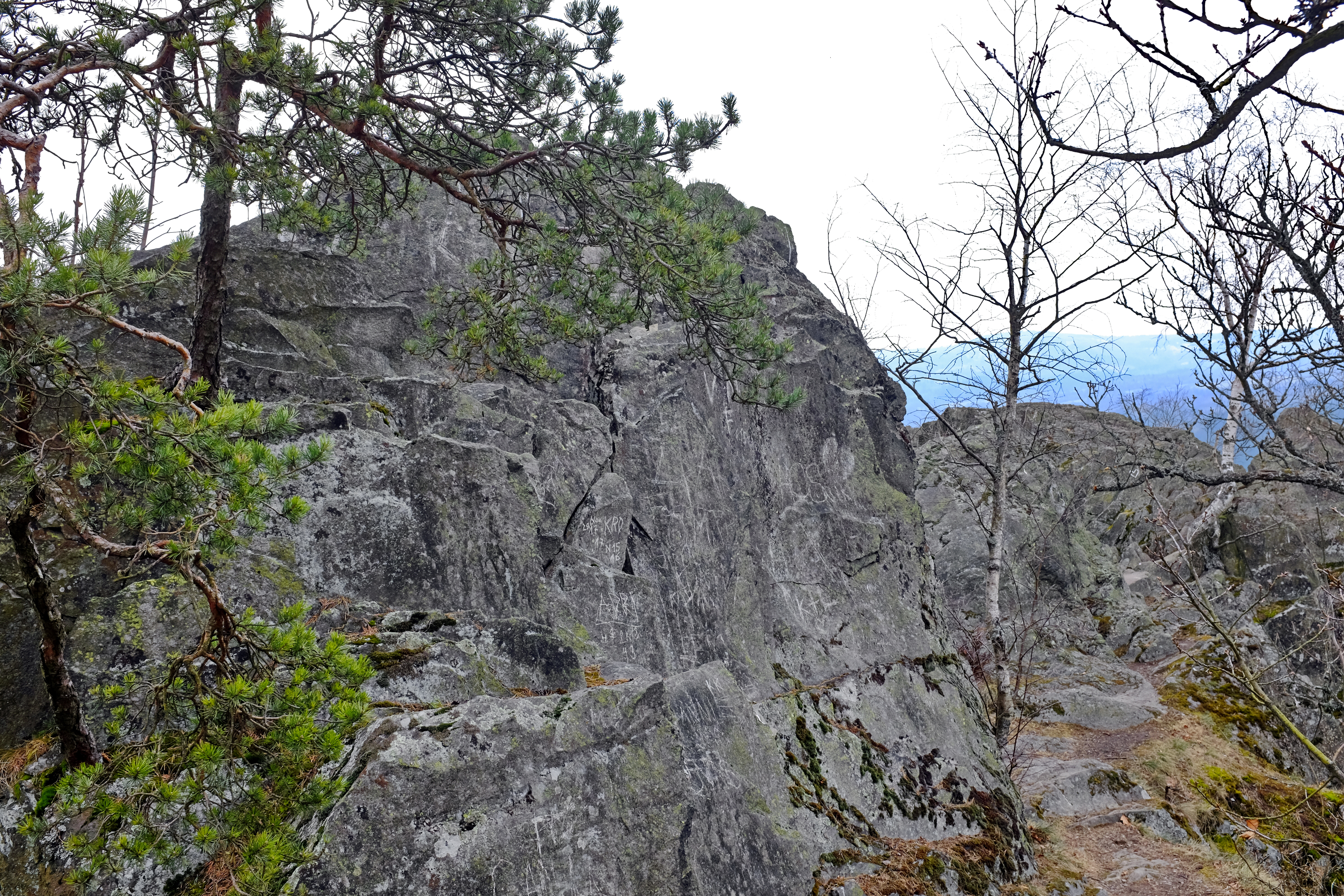
Gipfelfelsen (2018)

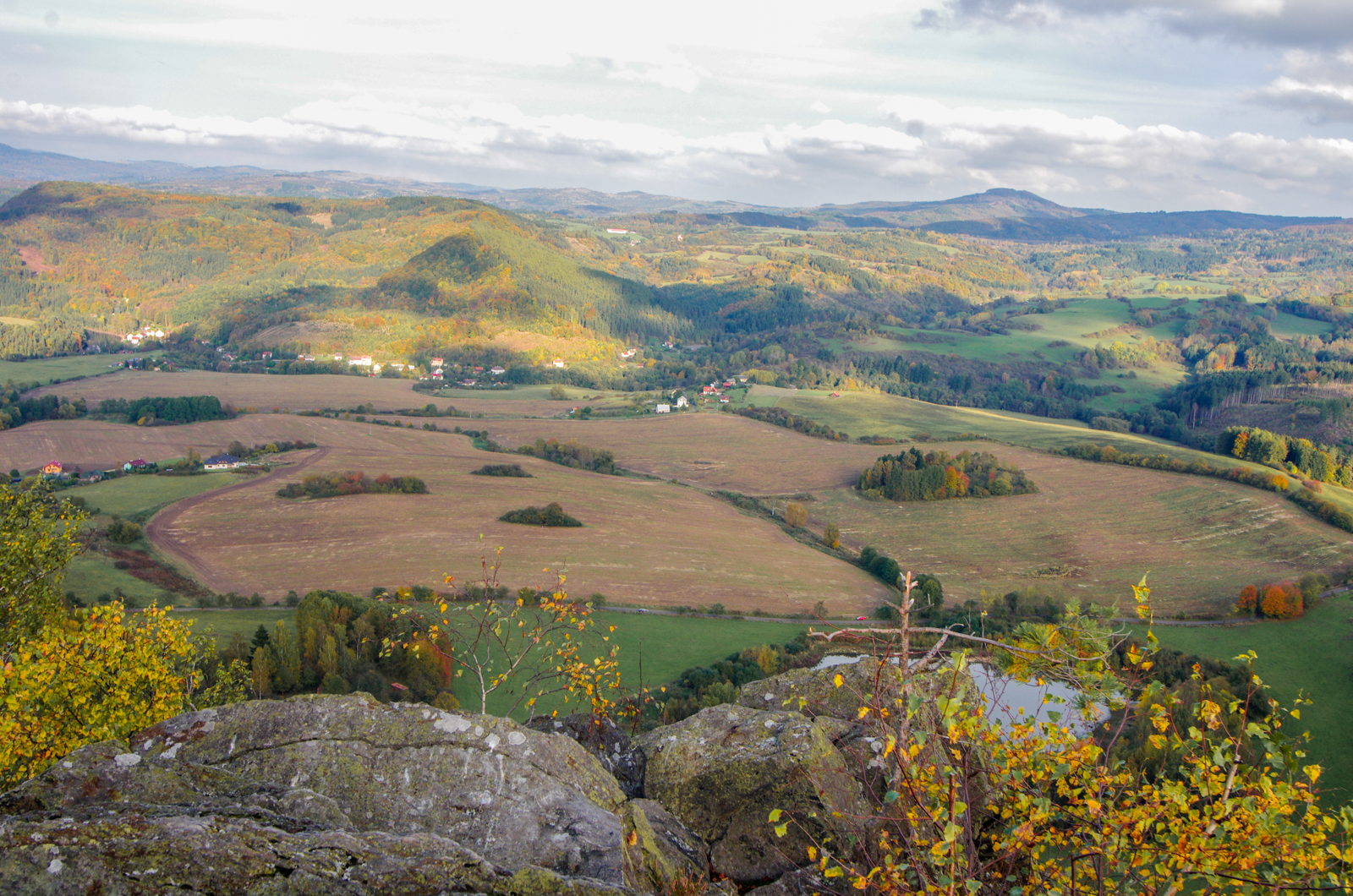
Blick von der Šemnická skála nach Nordosten auf Dubina und das Duppauer Gebirge

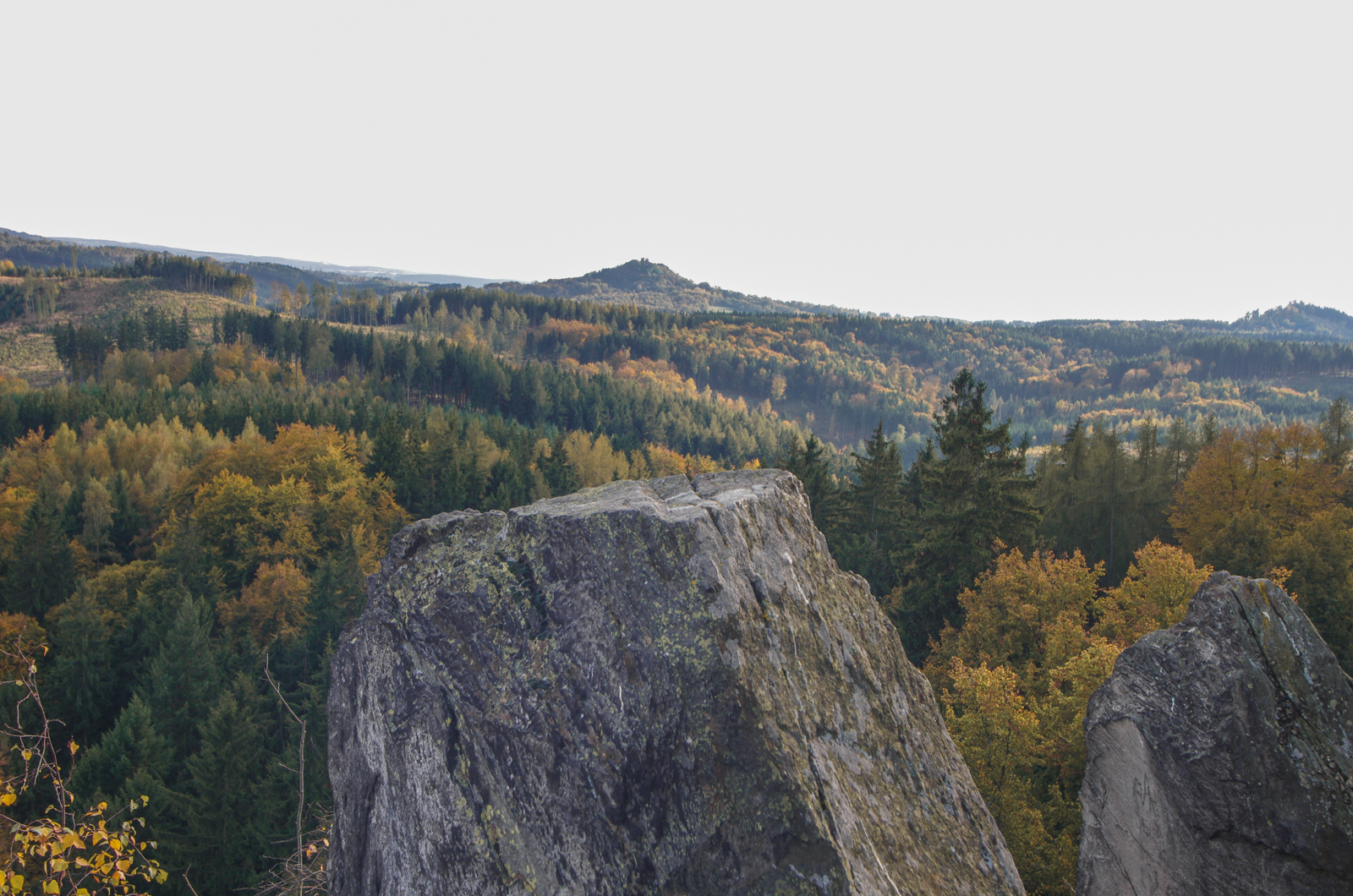
Blick nach Süden zur Engelsburg

Die Šemnická skála (deutsch Schömitzstein, älter Hermannstein) ist ein Berg in Tschechien. Er befindet sich auf dem Gebiet der Gemeinde Šemnice (Schömitz) im Okres Karlovy Vary.

## Geographie
Die einen Kilometer südwestlich von Šemnice auf der Gemarkungsgrenze zu Sedlečko (Satteles) gelegene Felsklippe bildet den östlichen Eckpfeiler der Hochebene von Andělská Hora (Engelhaus); sie wird dem Kaiserwald zugerechnet und liegt an dessen Scheide mit dem Duppauer Gebirge im Landschaftsschutzgebiet CHKO Slavkovský les. Die gesamte Kuppe ist als Naturdenkmal Šemnická skála unter Schutz gestellt. Im Norden erhebt sich ein namenloser Vorberg (530 m n.m.) über dem Egertal, nordöstlich der Švédlův vrch (Schwedelberg; 550 m n.m.), im Süden der Kamenný vrch (628 m n.m.), südwestlich der Travný vrch (Grasberg; 694 m n.m.) und im Westen der Bukový vrch (Hillberg; 700 m n.m.). Am Fuße der steil abfallenden Ostflanke liegt ein kleiner See.
Umliegende Ortschaften sind U mostu (Egerbrück) im Norden, Šemnice und Beraní Dvůr (Hammelhof) im Nordosten, Lučiny (Hartmannsgrün) im Osten, Štichlův Mlýn (Stichlmühl) und Andělská Hora im Süden, Olšová Vrata (Espenthor), Vratské Údolí (Morgenstern) und Hůrky (Berghäusel) im Südwesten sowie Sedlečko im Nordwesten.

## Geologie
Während der vulkanischen Aktivität wurde das aus Karlsbader Granitpluton bestehende Grundgestein von Lava durchbrochen. Über der Austrittsstelle bildete sich sukzessive ein phonolithischer Lavadom, der an seinem östlichen Steilabfall das Geländeniveau um 165 m überragt. Das Extrusionsgestein wird in der geologischen Karte als Trachyandesit bezeichnet.

## Naturdenkmal „Šemnická skála“
Die Kuppe wurde wegen ihrer außergewöhnlichen Felsgebilde sowie geomorphologischen Aufschlüssen auf einer Fläche von 3,79 ha unter dem Namen Olšová vrata am 15. September 1933 unter Schutz gestellt. Zum Teil sind die Felsvorsprünge mit natürlichem Schuttwald, in dem die Rotfichte und Winterlinde am häufigsten zu finden sind, bewachsen. In den Felsspalten und auf dem Geröll haben sich Heidewacholder und krautige Pflanzengemeinschaften, darunter Leuchtmoos, Türkenbundlilie und Felsensteinkraut, angesiedelt. Zudem wurde 1938 auch ein Vorkommen des Rostroten Wimperfarns angegeben, der aber nicht mehr nachweisbar ist. Die Felsen werden vom Uhu und Kolkraben als Brutplatz genutzt; es wurden aber auch Wanderfalken, Sperlings- und Raufußkauze gesichtet. 1974 wurde das Schutzgebiet Olšová vrata in das Landschaftsschutzgebiet Slavkovský les integriert.
Am 19. Juli 2006 erfolgte die Vergrößerung des Schutzgebietes auf 8,41 ha, zugleich erhielt es den Status eines Naturdenkmals sowie den neuen Namen Šemnická skála.

## Geschichte
Der älteste überlieferte Name des Felsens ist Jungfernsprung (Panenský skok). Damit einher geht die Sage von einem Mädchen, das vor der Ehe mit dem grausamen letzten Ritter von Engelsburg auf den Felsen floh, einen Sprung vortäuschte und sich am Abhang unter einen Felsvorsprung versteckte, wobei der Ritter seinem Pferd vor Wut die Sporen gab und 100 m in die Tiefe stürzte. Sein Tod löste in der Gegend große Freude aus. Ein auf dem Gipfel angebrachtes Kreuz, sollte an das freudige Ereignis erinnern.
Nach dem Grundherrn Hermann Czernin von Chudenitz, der 1623 die Herrschaft Engelsburg mit der Herrschaft Gießhübel vereinigte, wurde der Felsgipfel als Hermannstein bezeichnet. Seit dem 19. Jahrhundert war der Name Schömitzstein im Gebrauch, heute seine tschechische Entsprechung Šemnická skála. Durch seine Lage zwischen den Kurorten Karlsbad und Gießhübl Sauerbrunn wurde der markante Felsen vielfach von Touristen und Kurgästen aufgesucht. Vom Gipfelfelsen mit dem Kreuz führte ein schmaler Grat zur vorgeschobenen zweiten Felsspitze. Zu Beginn des 20. Jahrhunderts nutzten die Karlsbader Alpinisten den Felsen als Kletterschule. Das Forsthaus unterhalb des Felsens entwickelte sich zum beliebten Ausflugslokal Hermannstein.
Nach dem Zweiten Weltkrieg verschwand das Gasthaus Hermannstein mit Ausnahme des Trinkwasserbrunnens; an seiner Stelle befindet sich ein Rastplatz für Touristen. Auch das Gipfelkreuz ist nicht mehr vorhanden. Die Talmulde unterhalb des Schuttkegels am Fuße des Felshanges ist heute zu einem See aufgestaut.

## Tourismus
Von Dubina führt der Lehrpfad Andělská hora-Kyselka auf den Gipfel; ein weiterer markierter Wanderweg kommt von Karlsbad. Von der Šemnická skála bietet sich ein weiter Ausblick zum Erzgebirge, Duppauer Gebirge und in den Egergraben. Gut sichtbar sind die Bučina (Buchkoppe), der Pustý zámek (Oedschloß- oder Dunkelsberg) und die Ruine der Engelsburg.